# 송 여공
송 여공(宋厲公)은 중국 서주 시대의 인물로, 제7대 송공이다. 성은 자(子), 휘는 부사(鮒祀)이다.
5대 송공 송 민공의 아들로, 아버지의 뒤를 이은 아저씨 송 양공을 시해하고, 자신이 마땅히 임금이 되어야 한다며 즉위했다.
즉위 전에 태자인 형 불보하(弗父何)를 임금으로 세웠으나, 형이 거절했다고 한다.

## 가계
- 송 민공 (아버지)
  - 불보하
    - 정고보

  - 송 여공
    - 송 희공
- 송 양공